# Złącze instalacji elektrycznej

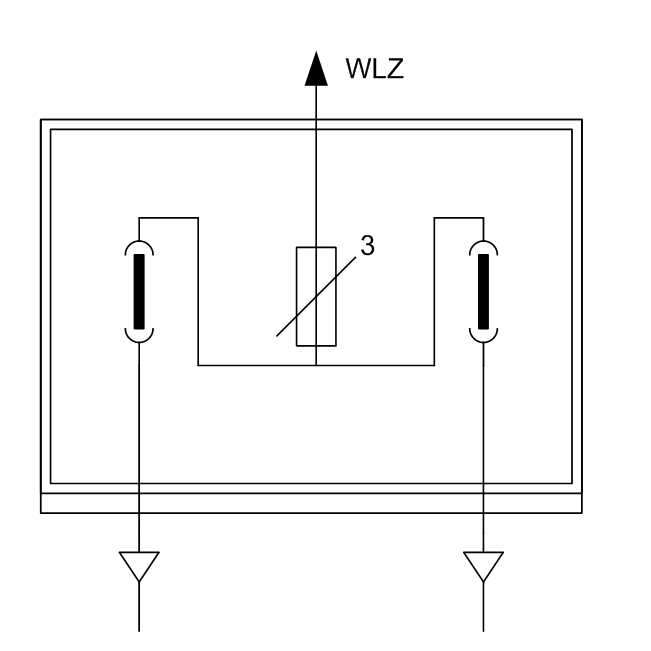
Złącze kablowe wnętrzowe umożliwiające przyłączenie kabli zasilających oraz sekcjonowanie sieci kablowej typu Z231.

Złącze instalacji elektrycznej (ang. origin of the electrical installation) – urządzenie elektryczne, w którym następuje połączenie wspólnej sieci elektrycznej rozdzielczej z instalacją elektryczną odbiorcy. Jest więc punktem rozdziału między siecią rozdzielczą należącą do dostawcy energii a instalacją elektryczną należącą do właściciela budynku. Instalacja może mieć więcej niż jedno złącze. W złączu zazwyczaj znajduje się główne zabezpieczenie (zwarciowe) instalacji budynku, które powinno przerwać zasilanie tylko wtedy, gdy jest to absolutnie konieczne, tzn. w razie zwarcia przed kolejnymi zabezpieczeniami w instalacji albo w razie ich uszkodzenia. 
Jeżeli od złącza odchodzi więcej niż jedna wewnętrzna linia zasilająca to za złączem powinna znajdować się rozdzielnica główna w której zlokalizowane są zabezpieczenia poszczególnych linii oraz zabezpieczenia obwodów administracyjnych (w przypadku budynków wielorodzinnych).
Według przepisów i norm instalacja elektryczna powinna być zasilana z oddzielnego złącza. Dopuszcza się natomiast zastosowanie jednego złącza w przypadku budynków mieszkalnych bliźniaczych lub szeregowych. 
W Polsce zalecane jest instalowanie złączy na zewnątrz budynków, głównie we wnękach lub skrzynkach z drzwiczkami zamykanymi na klucz, w sposób dogodny dla obsługi. W innych krajach natomiast złącza najczęściej lokalizuje się w specjalnych pomieszczeniach w piwnicach budynków. 
W pobliżu złącza powinna znajdować się główna szyna wyrównawcza (GSU), do której powinny być przyłączone wszystkie metalowe instalacje i elementy konstrukcyjne budynku, uziomy fundamentowe, uziomy instalacji odgromowej i inne metalowe elementy połączone z ziemią.
W budynkach wielorodzinnych rozdzielnice główne instaluje się możliwie zaraz za złączem, w dzielonym do tego pomieszczeniu (w piwnicy, na parterze lub na podeście klatki schodowej). Rodzaj oraz miejsce zainstalowania złącza zależy również od sposobu doprowadzenia przyłącza oraz jego rodzaju (kablowe lub napowietrzne).
Złącza kablowe ZK są jednymi z najważniejszych elementów kablowej sieci elektroenergetycznej. Służą do rozdziału energii elektrycznej oraz do zabezpieczenia przed skutkami zwarć i przeciążeń w sieciach kablowych niskiego napięcia. 
W zależności od zastosowania w liniach kablowych nn stosuje się:
- złącza węzłowe,
- złącza przelotowe,
- złącza końcowe.

Wykonywane są najczęściej w wersji wolnostojącej lub do zamontowania na elewacji budynku. Zgodnie z normą N-SEP-E-002, złącze kablowe instaluje się na ścianach zewnętrznych budynków w miejscach łatwo dostępnych, we wnęce ściany zewnętrznej budynku od strony sieci zasilającej. Dolna krawędź wnęki lub skrzynki złącza powinna znajdować się na wysokości, co najmniej 15 cm od poziomu terenu. W przypadku przyłączy napowietrznych złącza instaluje się na wysokości około 1,5 m nad poziomem terenu. Dla budynków jednorodzinnych dostawca energii wymaga zwykle, aby obok złączą zainstalowanego na granicy posesji zainstalowana była szafka pomiarowa. W takich przypadkach pomiędzy szafką pomiarową a tablicą rozdzielczą odbiorcy, prowadzona jest również wewnętrzna linia zasilająca.